# توماس إم. روز
توماس إم. روز (بالإنجليزية: Thomas M. Rose)‏ هو محامي وقاضي أمريكي، ولد في 1948 في سيركلفيل في الولايات المتحدة.